# Saint-Genis-sur-Menthon
Saint-Genis-sur-Menthon es una comuna francesa del departamento de Ain, en la región de Auvernia-Ródano-Alpes.

## Demografía
| 340 | 301 | 270 | 299 | 324 | 363 | 391 | 466 |
| Para los censos de 1962 a 1999 la población legal corresponde a la población sin duplicidades (Fuente: INSEE [Consultar]) |     |     |     |     |     |     |     |